# Бугримов, Сидор Савельевич
Сидор Савельевич Бугримов (1907—1980)  — советский военнослужащий, участник Великой Отечественной войны, полный кавалер ордена Славы.

## Биография
Родился 25 мая 1907 года в станице Пензенская, Горячеключевский район, Краснодарский край. (Жители были переселены в 1923 году на хутор Старо-Могилёвский ныне Теучежский район Республика Адыгея). Отец крестьянин. Русский. Образование начальное 2 класса. Заведовал фермой в колхозе. В Красной армии с 27 июня 1941 года. На фронте в действующей армии с июля 1941 года. 8 августа 1941 года, получив тяжёлое ранение попал в плен. 4 ноября 1943 года освобождён из плена.

## Подвиг
- Орудийный номер 91-го гвардейского стрелкового полка 33-й гвардейской стрелковой дивизии, 2-я гвардейская армия, 4-й Украинский фронт гвардии рядовой Бугримов С. С. в составе расчёта 10.05.1944 года в бою у города Севастополь уничтожил 2 миномётные батареи, 3 огневые точки, 1 НП и много вражеских солдат. Был ранен, но остался в строю.

Приказом командира 33-й гвардейской стрелковой дивизии от 19.05.1944 г. награждён орденом Славы 3 степени.
- Заряжающий орудия 91-го гвардейского стрелкового полка 33-й гвардейской стрелковой дивизии, 1-й Прибалтийский фронт гвардии ефрейтор С. Бугримов 5.10.1944 г. в районе хутора Шадвидзе (Литва) участвовал в подавлении 3 пулемёт, точек противника, разрушении 2 блиндажей. Лично гранатами истребил свыше 10 гитлеровцев; получил тяжёлое ранение.

Приказом командующего 2-й гвардейской армией от 01.12.1944 г. награждён орденом Славы 2 степени.
- Наводчик орудия 91-го гвардейского стрелкового полка 33-й гвардейской стрелковой дивизии, 39-я армия, 3-й Белорусский фронт Бугримов C. C. с воинами расчёта в 6 км северо-восточнее города Кёнигсберг (Калининград) 28.01.1945 г. прямой наводкой вывел из строя 2 противотанковые пушки, 4 огневые точки, до взвода солдат, что способствовало отражению 2 контратак и удержанию занимаемого рубежа.

Указом Президиума Верховного Совета СССР от 19.04.1945 г. награждён орденом Славы 1 степени.
В 1945 году старшина Бугримов демобилизован. Жил на хуторе Суповский Октябрьский район, Адыгейская АО (Краснодарский край) ныне Тахтамукайский район, Республика Адыгея. Работал плотником в колхозе.
Умер 10 мая 1980 года. Похоронен на хуторе Суповой, Тахтамукайский район, Республика Адыгея.

## Награды
- орден Красной Звезды,
- Орден Славы I степени
- Орден Славы II степени[1]
- Орден Славы III степени
- Медаль За отвагу
- медаль «За победу над Германией в Великой Отечественной войне 1941—1945 гг.»
- юбилейная медаль «Двадцать лет Победы в Великой Отечественной войне 1941—1945 гг.»
- Юбилейная медаль «Тридцать лет Победы в Великой Отечественной войне 1941—1945 гг.»

## Память
- В Краснодаре установлена Мемориальная доска с именами полных кавалеров Ордена Славы
- Установлен надгробный памятник на могиле Героя.
- Имя Героя высечено золотыми буквами в зале Славы Центрального музея Великой Отечественной войны в Парке Победы г. Москва.
- Похоронен на хуторе Суповой, Тахтамукайский район, Республика Адыгея, на могиле Героя установлен надгробный памятник.